# Дом губернатора (Симферополь)
Дом губернатора Таврической губернии — двухэтажное здание, находящееся в Симферополе по адресу ул. Ленина, 15. Построен в 1835 году по проекту архитектора Ивана Колодина. Расположен рядом с домом Шабетая Дувана и зданием гимназии Станишевской.
В настоящий момент здание занимает Крымский республиканский институт последипломного педагогического образования (КРИППО).

## История
В 1795 году участок, на котором позже будет построен губернаторский дом, был подарен императрицей Екатериной II учёному Пётру Палласу. В 1808 год участок выкупают в казну для постройки резиденции губернатора. Первоначально было воздвигнуто одноэтажное здание с чердаком. Рядом был построен дом для прислуги, кухня, каретный сарай, амбар, ледник, конюшня, кладовая и сарай. Первым хозяином дома стал губернатор Дмитрий Мертваго. За исключением губернаторов Андрея Бороздина и Дмитрия Нарышкина, у которых были свои личные имения, в доме проживали все действующие руководители Таврической губернии.
В 1831 году было начато обсуждение строительство нового дома губернатора. Проект нового здания был поручен архитектору Ивану Колодину. Старое здание было снесено в феврале-марте 1832 года. Дом по проекту Колодина был возведён в середине 1835 года.
В 1837 году на ужине у Таврического губернатора Матвея Муромцова провели встречу поэт Василий Жуковский и один из основателей декабристского движения, впоследствии мягко наказанный и прощённый, председатель Таврической уголовной палаты Александр Муравьев.
Во время Крымской войны, с 1854 по 1856 год, в здании находился госпиталь для раненых российских солдат. С 1884 года в здании проходили заседания Таврической учёной архивной комиссии, поскольку по положению губернатор являлся её обязательным членом. В 1891 году к зданию был пристроен балкон на чугунных столбах.
Во время приезда императора Николай II в Симферополь в 1912 году в здании давался торжественный приём в его честь.
После Февральской революции здание было известно как «Народный дом», где размещались Губернский общественный комитет, редакция газеты «Прибой», городской Совет рабочих и солдатских депутатов, комитеты партийных и профсоюзных организаций. В 1918 году, после того как власти города отказались предоставить Директории (исполнительному органу Меджлиса крымскотатарского народа) помещение, председатель Директории Номан Челебиджихан в начале января, без согласия соратников, отдал распоряжение крымскотатарским военным формированиям, подчинявшимся Объединённому крымскому штаба занять в Симферополе Народный Дом (бывший Дом губернатора). Эти действия были восприняты критически не только крымскотатарскими активистами, но и другими представителями, как властей, так и населением, поскольку такие действия многими были расценены как попытка крымскотатарского правительства установить власть в Крыму. Уже на следующий день Директория покинула дом, а Челебиджихан в знак протеста подал в отставку.
С июня 1918 года по апрель 1919 года в здание служило резиденциями первого и второго крымских краевых правительств под руководством соответственно Матвея Сулькевича и Соломона Крыма. Князь В. А. Оболенский вспоминал: "Я часто бывал в министерской «коммуне», т. е. в бывшем губернаторском доме, где наши министры заседали и жили". После занятия Крыма большевиками, 22 ноября 1920 года здание было отдано Крымревкому, которое возглавлял Бела Кун. Позже здание оказалось в распоряжении КрымЦИК и Совнаркома. После переезда КрымЦИКа и Совнаркома в гостиницу «Европейская» здание в 1925 году было передано Крымскотатарскому фельдшерско-акушерскому техникуму. В здании также размещался естественный факультет Крымского педагогического института. В 1965 году в одной из аудиторий была создана застеклённая витрина с чучелами животных, которая со временем стала основой для зоологического музея.
В 1938 году помещение здания занял Институт усовершенствования учителей, который функционировал под различными названиями и в настоящий момент именуется как Крымский республиканский институт последипломного педагогического образования (КРИППО).

В 1980—1990 годах в здании в компьютерном центре института работала секция информатики Малой академии наук Крыма «Искатель», неоднократно бывал и работал её президент Н. В. Касаткин.

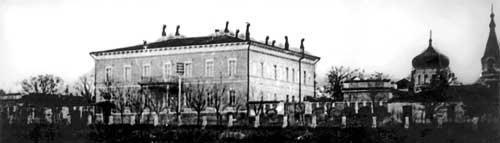
Вид здания в начале XX века
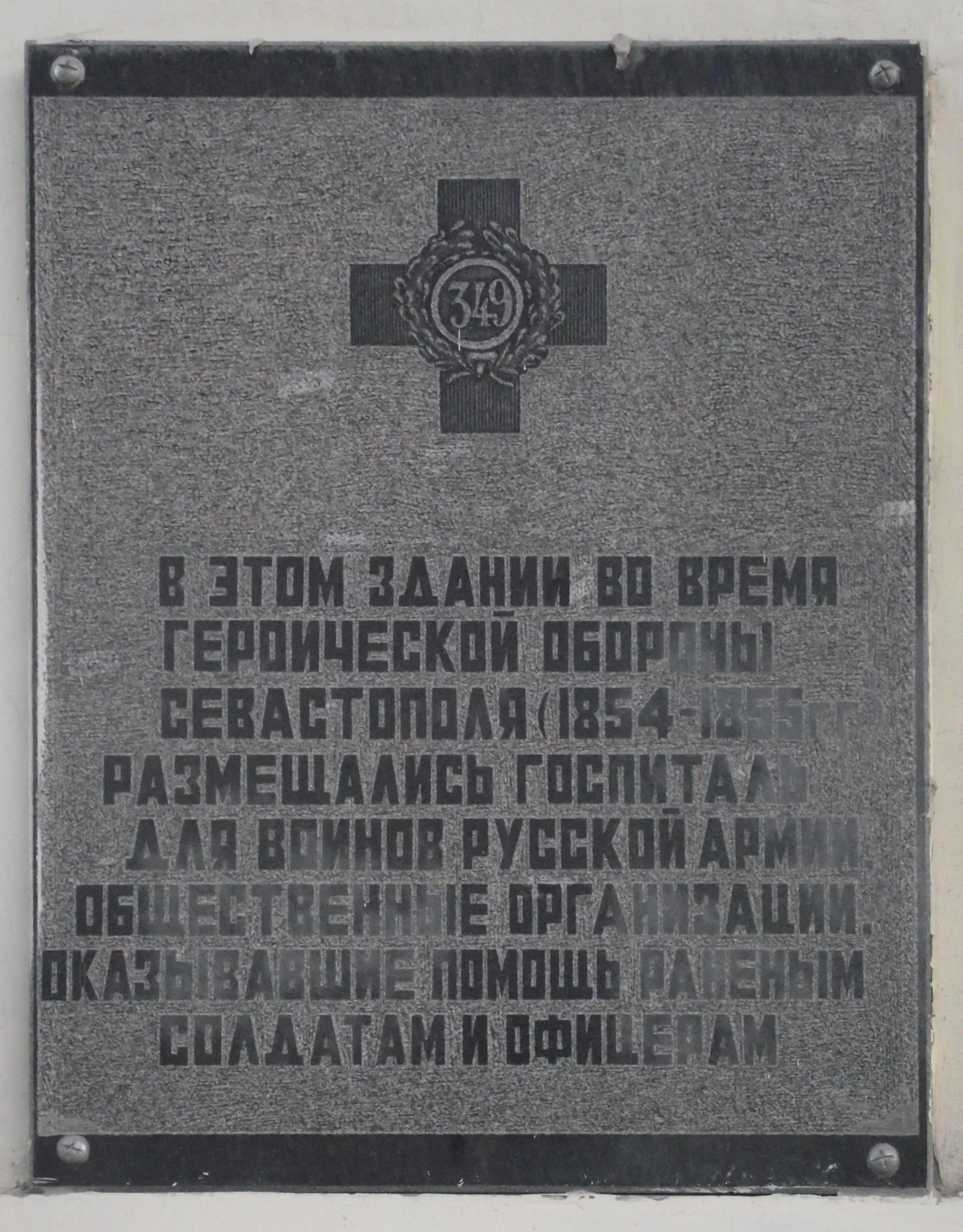
Памятная доска о нахождении госпиталя для раненых Крымской войны
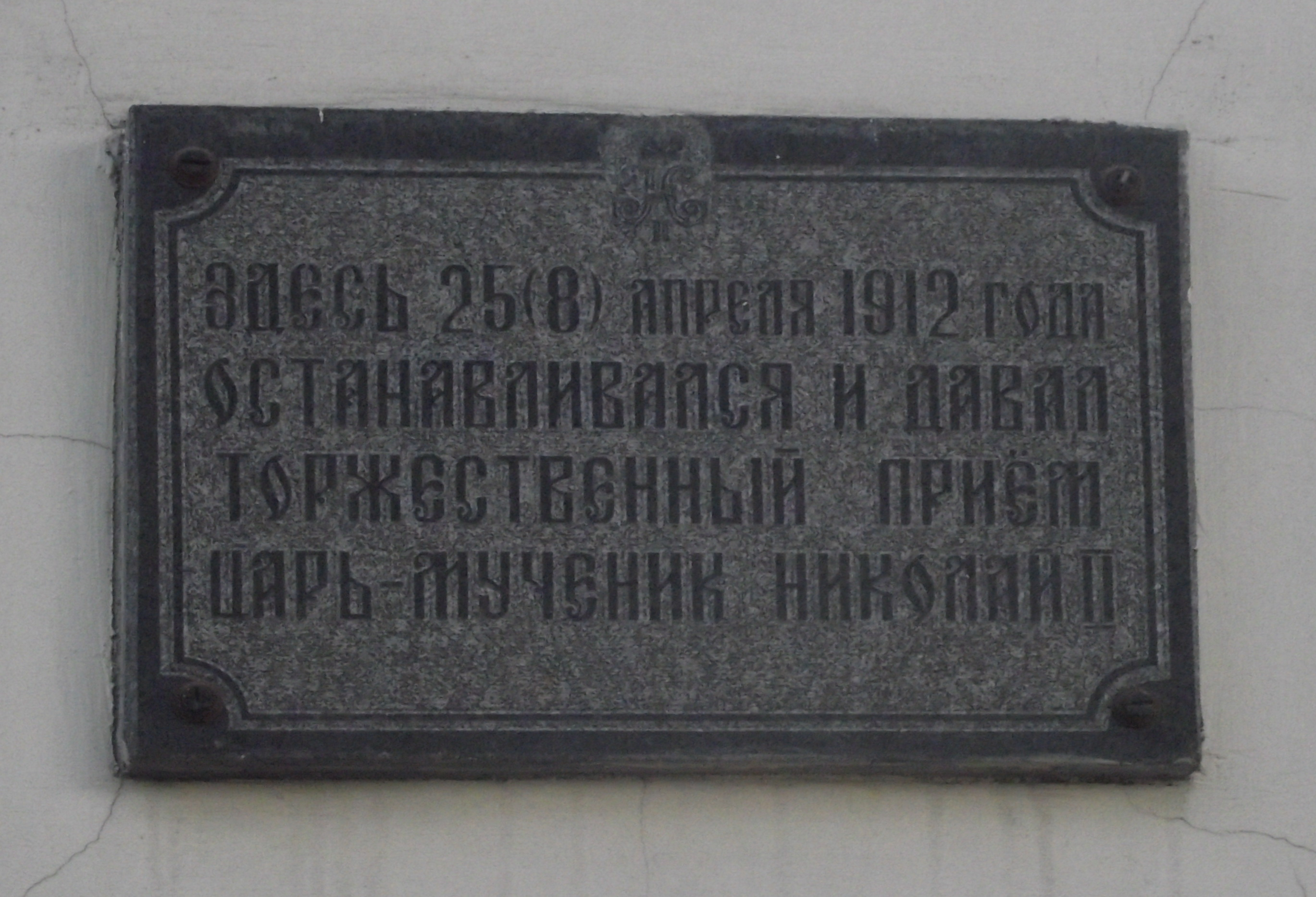
Памятная доска визите императора Николая II
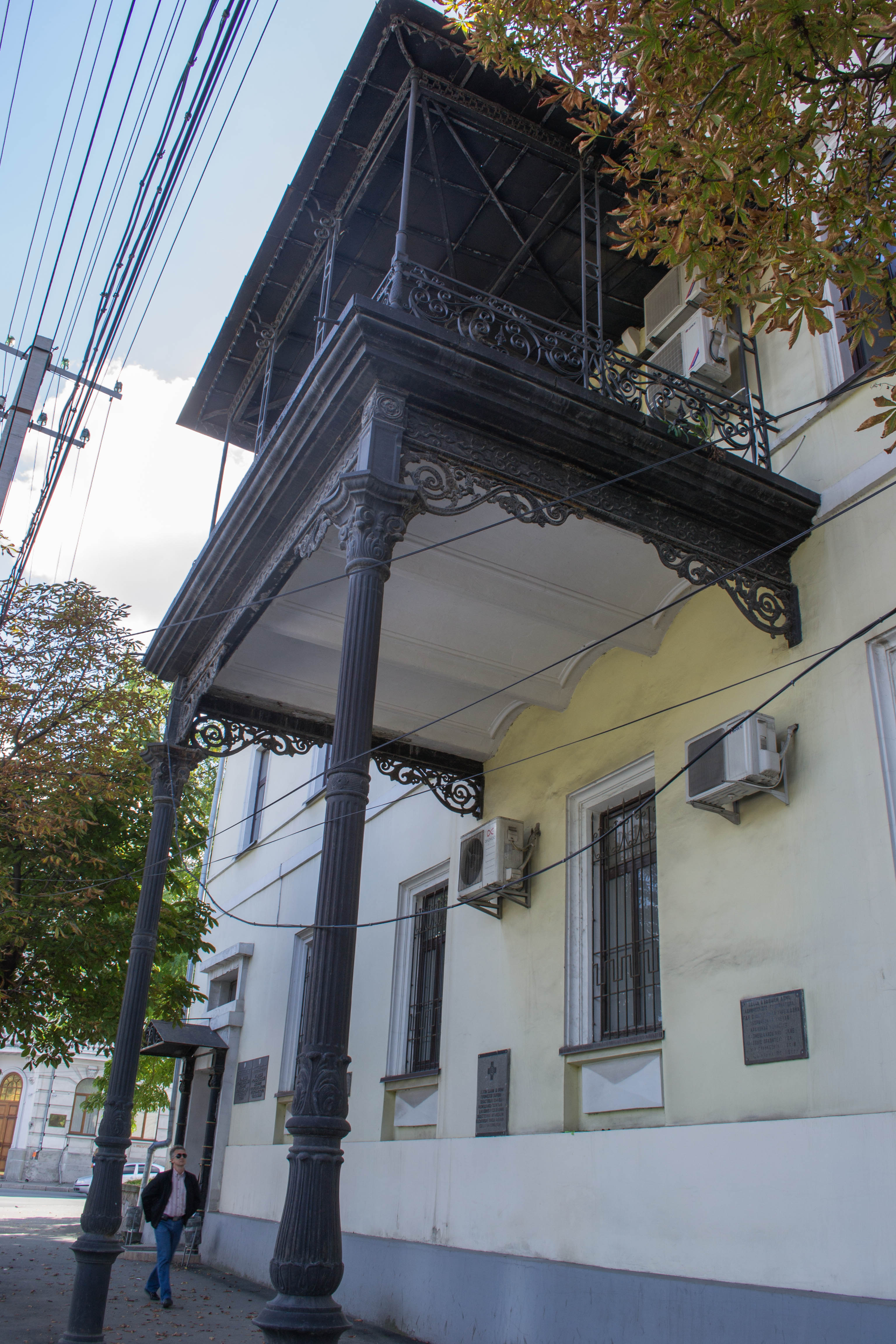
Декор балкона на чугунных столбах.

## Мемориальные доски
На стенах здания размещено четыре мемориальные таблички. В 1965 году на здании была установлена доска из белого мрамора с барельефом Бела Куна. В 1976 году её заменили на доску скульптора Николая Савицкого из чёрного лабрадорита. Текст доски гласит: «В этом здании в 1920—1921 гг. работал революционный комитет Крыма, первым председателем которого был Бела Кун — видный деятель международного рабочего и коммунистического движения, один из основателей Коммунистической партии Венгрии». В 2005 году Конгресс русских общин Крыма начал кампанию против наличия имён большевиков в топонимике Крыма. В июле 2005 года лидер конгресса и депутат парламента Крыма Сергей Шувайников пытался закрасить доску Бела Куну, однако его задержала милиция за хулиганство. В 2012 году председатель постоянной комиссии по культуре Верховного Совета Крыма Сергей Цеков обратился к главе крымского рескомитета по охране культурного наследия Ларисе Опанасюк с требованием демонтировать доску Белу Куну.
Кроме того имеются доски о размещении в здании архивной комиссии и краевых правительств, военного госпиталя и пребывании в нём Николая II.